# Saint-Laurent-sur-Sèvre
 Saint-Laurent-sur-Sèvre  (San Lorenzo del Sevre) es una población y comuna francesa, en la región de Países del Loira, departamento de Vandea, en el distrito de La Roche-sur-Yon y cantón de Mortagne-sur-Sèvre.

## Demografía
| 2336 | 2545 | 2835 | 3208 | 3247 | 3307 |
| Para los censos de 1962 a 1999 la población legal corresponde a la población sin duplicidades (Fuente: INSEE [Consultar]) |      |      |      |      |      |